# Михаил Ракитин
Михаи́л О́сипович Раки́тин — второстепенный персонаж романа «Братья Карамазовы» русского писателя XIX века Фёдора Михайловича Достоевского. Молодой человек на момент событий романа является семинаристом, получая духовное образование по сословному принципу, как сын попа, однако не собирается становиться священником. Притворяется другом Алёши Карамазова для собственной выгоды. После неудачной попытки добиться «позора праведного» объявляет, что больше не желает с ним знаться. Чувствует презрение со стороны прочих персонажей романа, поэтому хочет покинуть монастырь и отправиться в Петербург, чтобы стать литератором. Образ Михаила Ракитина возник на основе наблюдений Достоевского за анонимными ругательными письмами, особого отношения писателя к общественному служению церкви, а также его полемики с рядом крупных публицистов и журнальных деятелей, в итоге послуживших прототипами данного персонажа.
Критики характеризуют Ракитина как злого, бездарного, незначительного и мелкого персонажа, утратившего чувства и находящегося в плену ложного рассудка. Соблюдая внешнее благочестие, он уже является атеистом, не верит в Бога и над всем глумится, распространяя безверие вокруг себя. Каким бы счастливым ни выглядело будущее, изображённое Ракитиным, оно выглядит ложью. Критики отмечают присущее Ракитину карамазовское сладострастие, отдельные черты нигилизма, задатки шестидесятника, будущего социалиста и обличителя, сторонника европейского просвещения. Особенно критиками был отмечен беспринципный карьеризм персонажа. Появление человека, думающего только о том, как ему лучше устроиться в этом мире, расчётливого, въедливого и реалистически мыслящего характерно для того времени, когда Карамазовы, озабоченные женщинами и вопросами вечности, становятся ненужными. Для него нет разницы между продолжением религиозной карьеры, либо резким переходом к её критике, так как не имеет значения, кому служить. При этом Достоевский особенно обращает внимание читателей на то, что Ракитин не является каким-либо исключительным явлением, а скорее новым типом героя, олицетворяющим новую, современную Россию. Несмотря на то что подобный образ неприятен, именно такие люди постепенно наполняют страну, обеспечивая направление пути России.
На протяжении всего романа братья Карамазовы сопоставляются с Ракитиным. Алёша считает его другом и подвергается искушению нечистыми мыслями об убийстве отца и святости старца Зосимы. Ракитин также переводит внимание Алёши с душевных переживаний на внешние плотские чувства, нарушая церковный устав и предлагая то же самое сделать Алёше. Но тому удаётся противостоять этому воздействию. Дмитрий Карамазов глубоко презирает Ракитина, отмечая его ущербность и неполноценность. Будучи социалистом, Ракитин утверждает, что можно любить человечество и без бога, с чем полностью несогласен верующий Дмитрий. Низменный материалист Ракитин предстаёт двойником для возвышенного мечтателя Ивана Карамазова, так как обоими движет эгоистическое сознание, преобладающее над размышлениями о вековечных вопросах Ивана и суетливым здравым смыслом Ракитина. В основе их эгоистического сознания лежат гордость и самолюбие, мешающие им понять возвышенность принципов и бескорыстие мотивов Алёши, Дмитрия или Грушеньки.

## Возникновение образа
Образ Михаила Ракитина возник из наблюдений Достоевского за присылаемыми анонимными ругательными письмами, автора которых он представил себе как новый современный тип обличителя и воплотил в «Братьях Карамазовых». Писатель полагал, что подобные самолюбивые, считающие себя гениями, персонажи с «бессильным смехом» и «заветами подлости», доставшимися от скептических отцов, могут послужить неплохой темой для отдельной повести. Достоевский заметил, что этот персонаж больше подошёл бы Гоголю, однако, и он попробует вставить его в роман. Идея раскрылась в образе семинариста-карьериста Ракитина.
Кроме того, введение в роман подобного Ракитину персонажа было связано с особым отношением Достоевского к общественному служению Церкви. Писатель разделял взгляды на духовенство, как на некоторое замкнутое профессиональное сословие, в которое оно окончательно превратилось к концу XIX века. Отрыв от народа внутри этого сословия постепенно приводил к значительному разрушению религиозного сознания изнутри, в результате чего в духовных учебных заведениях стали появляться безбожники и революционеры. Характерное название главы «Семинарист-карьерист» подчёркивает, что Ракитин относится именно к такому типу персонажей.

## Прототип

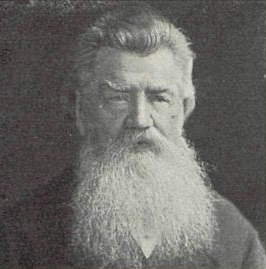
Григорий Захарович Елисеев

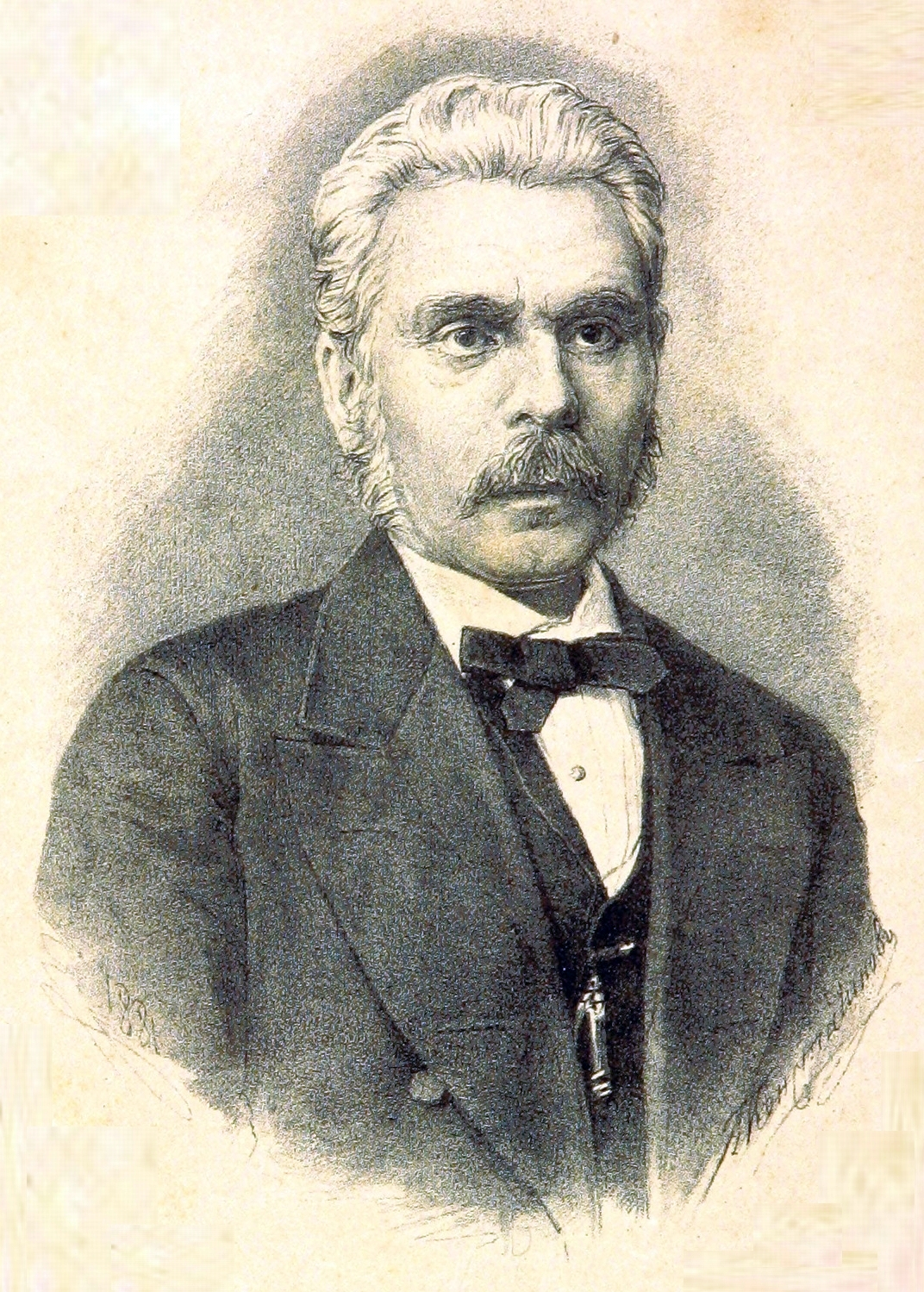
Григорий Евлампиевич Благосветлов

Среди прототипов персонажа исследователи называют крупных публицистов и журнальных деятелей Григория Евлампиевича Благосветлова и Григория Захаровича Елисеева; поэта-сатирика и переводчика Дмитрия Дмитриевича Минаева, публициста и педагога Михаила Васильевича Родевича.
Родство Ракитина и Грушеньки Светловой может указывать на Благосветлова. Упоминая лишь раз на протяжении всего романа фамилию этой героини в ходе судебного заседания, Достоевский рекомендует обратить на неё внимание. В то же время имя Михаил может указывать на Родевича, а имя и фамилия вместе на персонажа комедии Тургенева «Месяц в деревне» — Михаила Ракитина. Комедия была весьма популярна во время написания романа, поэтому с учётом совпадения жизненных ситуаций персонажей в обоих произведениях, совпадение имён не выглядит случайностью.
Ещё одним прототипом мог послужить однофамилец из рассказа «Странная история» Якова Буткова. Начало рассказа, характер героя, окончание рассказа совпадают с аналогичными в истории Ракитина. Подчёркивалась практичность обоих персонажей, а также тот факт, что Достоевский знал Буткова и следил за его рассказами.

## В событиях романа
Михаил Ракитин на момент событий романа является семинаристом, получая духовное образование по сословному принципу, как сын попа, однако не собирается становиться священником. Он хочет стать литератором и прославиться, что было весьма распространенным желанием среди семинаристов из бедных семей. Ракитин поджидает Алёшу на изгибе безлюдной дороги, после того как младший Карамазов покинул скит старца Зосимы. Их встреча неслучайна, так как Ракитин пообещал Грушеньке привести к ней Алёшу, попросив за эту услугу двадцать пять рублей. Одновременно он задумывает пустить по городу слух об этом событии. Однако, план Ракитина поспособствовать «позору праведного» не удаётся. Раздражённый этим Ракитин резко реагирует на просьбу Алёши не сердиться и не осуждать других: «Это тебя твоим старцем давеча зарядили, и теперь ты своим старцем в меня и выпалил, Алешенька, Божий человечек». По дороге от Грушеньки Ракитин пытается рассказывать гадости про неё и Дмитрия. Безразличие Алёши ещё больше задевает семинариста, «точно ранку его свежую тронули пальцем», поэтому он объявляет, что больше не желает знаться с Алёшей. После этого Ракитин «не любил встречаться» и «почти не говорил с ним, даже и раскланивался с натугой».
Ракитин посещал дом помещицы Хохлаковой, стремясь подобраться к её капиталу и при этом замыкая любовный треугольник Ракитин-Хохлакова-Перхотин, который пародирует любовный треугольник Дмитрий-Катерина-Иван. Однако помещица отказывает от дома Ракитину, о чём позже рассказывает Алёше: «Я вдруг встаю и говорю Михаилу Ивановичу: мне горько вам объявить, но я не желаю вас больше принимать в моем доме. Так и выгнала». Ракитин чувствует презрение и со стороны прочих персонажей романа, поэтому хочет покинуть монастырь и отправиться в Петербург, чтобы стать литератором. Ему хочется исправить ситуацию, при которой на него смотрят свысока. После убийства Фёдора Карамазова ему приходит в голову, используя теорию о том, что среда порождает преступника, написать работу: Дмитрию «нельзя было не убить, заеден средой».
После обвинения Дмитрия Карамазова в убийстве Ракитин пытается логикой примитивного бытового позитивизма и эгоизма вернуть Дмитрия с его праведного пути в начальное состояние грешника. Ракитин сближается с Дмитрием, навещая того в тюрьме, однако укреплению его влияния мешает Алёша, который укрепляет брата и благословляет его на предстоящее страдание. На суде Дмитрия либерал Ракитин представляет трагедию этого преступления, как «продукт застарелых нравов крепостного права и погруженной в беспорядок России», чем пленяет публику. Однако после того, как он с презрением отзывается о Грушеньке, адвокату удаётся добиться его дискредитации.

## Образ
Михаил Ракитин является видным, но не центральным героем романа «Братья Карамазовы». Будучи второстепенным персонажем, он не принимает участия в борьбе двух диаметрально противоположных идеологических систем произведения, лишь повторяя чужие мысли и пользуясь ими, когда это кажется ему выгодным. Критиками Ракитин характеризовался как «прожжённый проходимец, озабоченный только своими расчётами», в то же время, обладающий некоторым чувством достоинства. Наравне с Петром Лужиным из романа «Преступление и наказание», Ганей Иволгиным и Иваном Птицыным из романа «Идиот» относится к типу людей «пошлых и прозаически самодовольных, чувствующих себя как рыба в воде в условиях сложившихся форм <…> мещанского быта».
Ракитин легко сходится с людьми, когда это в его интересах, но всегда настолько осторожен, что в итоге остается один без друзей. Он понимает свою бесплодную сущность, в нём нет света, он незначителен и мелок, поэтому ему легко использовать других людей. Ракитин умеет общаться с людьми, распознавая важное в них. Помещица Хохлакова считала его «за самого благочестивого верующего молодого человека — до того он умел со всеми обойтись и каждому представиться сообразно с желанием того, если только усматривал в сем малейшую для себя выгоду». Хорошо отзывался о нём и следователь. В то же время, Дмитрий говорит: «Карамазовы не подлецы а философы», а Ракитин — «не философ, а смерд».
По Достоевскому, нетерпимость к другим людям является европейским качеством, через которое происходит сужение русского человека. Злой, бездарный отрицатель Михаил Ракитин не умеет делиться с окружающими и ждать, когда ему что-либо дадут; он желает и умеет только взять. Писатель изображает персонажа, находящегося в плену ложного рассудка и утратившего чувства. В силу своего эгоизма Ракитин готов без раздумий использовать любые средства для достижения своих целей, что особенно подчёркнуто в сцене с Алёшей, где семинарист пользуется человеческим горем. При этом Достоевский особенно обращает внимание читателей на то, что Ракитин не является каким-либо исключительным явлением, а скорее новым типом героя современной России: «К общему-то делу в последнее время прицепилось столько разных промышленников, и до того исказили они всё, к чему ни прикоснулись, в свой интерес, что решительно всё дело испакостили».

### Религия и нравственность
Алеша: Да этого народ не позволит.

Ракитин: Что-ж, истребить народ, сократить его, молчать его заставить. Потому что европейское просвещение выше народа…

Ракитин шел гневный от Грушеньки. Алеша молчал, а Ракитин пустился говорить: «Без религии все сделать, просвещение… Люди все гуманнее делаются. Религия дорого стоит. Ты бы хоть Бокля прочел. А мы её уничтожим»
На момент событий романа Ракитин является семинаристом, получая духовное образование по сословному принципу, как сын попа. Однако, соблюдая внешнее благочестие, он уже является атеистом, не верит в бога и над всем глумится. На отношение Ракитина к богу в романе обращает внимание Дмитрий Карамазов: «А не любит Бога Ракитин, ух не любит! Это у них самое больное место у всех! Но скрывают. Лгут. Представляются». Критики отмечают присущее Ракитину карамазовское сладострастие, при этом обращая внимание на тот факт, что изломанные страстями Карамазовы верят в бога, а Ракитин подчиняется только собственному естеству, а не божьему закону.
Ракитин принимает участие в обсуждении вопросов бессмертия души и нравственности, пишет брошюру духовного содержания «Житие в Бозе почившего старца Зосимы», но в отличие от Ивана Карамазова и старца Зосимы у него своя, более рациональная позиция. Религиозный Зосима верит в бессмертие и добродетель; атеист Иван отрицает бессмертие и нравственность; Ракитин же видит возможность существования добродетели и устройства человеческого общества без веры в бога и бессмертие души. Согласно Ракитину, любовь к свободе, к равенству и братству заменит человечеству веру в бога. Критики отмечают, что каким бы счастливым ни выглядело подобное будущее, изображённое Ракитиным оно выглядит ложью.
Ракитин не только сам не верит в Бога, но и всячески распространяет безверие вокруг себя. Занятие литературной критикой он рассматривает как удобное средство для донесения своих взглядов другим людям. Идейная функция персонажа проявляется в том, что Ракитин не верит не только в Бога, но и в дьявола, беря на себя его роль в совращении праведников с пути истинного. Вместо помощи Алёше, Ракитин пытается совратить его, чтобы увидеть «падение праведника». Семинарист всячески пытается подтолкнуть окружающих к предательству самих себя и бога, так как для него это является естественным состоянием. Критиками отмечено, что фамилия персонажа символизирует смерть, хотя Достоевский и уходит от использования библейской осины.

### Новый тип героя современной России
Критиками был отмечен беспринципный карьеризм персонажа, лишённого собственных идей. По словам самого Достоевского, Ракитин «везде имел связи и везде добывал языка. Сердце он имел весьма беспокойное и завистливое». Также писатель обращает внимание читателя, что Ракитину «решительно все в их городишке было известно». Так, в частности, на суде «оказалось, что он все знал <…> у всех-то он был, все-то видел, со всеми-то говорил, подробнейшим образом знал биографию Федора Павловича и всех Карамазовых». Ракитин хочет стать критиком журнала радикального направления, при этом думает только о наживе и печатается в столичной газете «Слухи». Его образ напоминает Липутина, персонажа романа «Бесы». Ракитина волнует только его карьера. Он может стать ложным подобием Зосимы, продолжив карьеру в обюрократившейся церкви и став архимандритом, либо ложным подобием Ивана, если уедет в Петербург и станет критиком в одном из журналов.
Накамура делает вывод, что появление в романе Ракитина характерно для того времени, когда такие философы, как Карамазовы, озабоченные женщинами и вопросами вечности, становятся ненужными. Постепенно появляется новый тип героя — «человек, думающий о том, как ему лучше устроиться в этом мире, расчётливый, въедливый, реалистически мыслящий». Таким образом, Ракитин в романе олицетворяет новую, современную Россию. Несмотря на то, что подобный образ неприятен, именно такие люди постепенно наполняют страну, обеспечивая направление пути России.
Ракитин в романе предстаёт дельцом-практиком, напоминающим деловых людей западного образца. Хотя он и рассуждает о человечестве и его нравственности, ему нет никакого дела до этих проблем. Критики отмечают, что именно такой «не горячий и не холодный» тип современного западника из либералов был наиболее ненавистным для Достоевского. Ракитин способен перешагнуть через любые моральные преграды для достижения своей цели и равнодушен к высшей метафизической реальности. Социолог Бачинин охарактеризовал подобный тип людей философемой «человек-машина». Прозаически-прагматическое существование Ракитина не позволяет ему понять важнейшие жизненные смыслы, его мысли и чувства приземлённы, его можно сравнить с духовно оскудевшим живым автоматом. В этом плане Ракитин является символом большой части тогдашней русской интеллигенции, не дворянского происхождения, упорной и нравственно беззастенчивой, благодаря чему стремящейся к достижению своей цели любыми средствами.

### Оттенок социализма
В черновых записях Достоевского изображён более определённый портрет Ракитина, как шестидесятника, будущего социалиста и обличителя, сторонника европейского просвещения и почитателя Бокля. Убийство Фёдора Карамазова Ракитин объясняет неблагополучной российской социальной действительностью. В этом преступлении он видит следствие застарелых остатков крепостничества и результат современных социальных беспорядков.
По Достоевскому, нравственность несостоятельна без религии, поэтому построить справедливое и свободное общество без веры нельзя. Ракитин в романе высказывает противоположный социалистический взгляд на этот вопрос: «Человечество само в себе силу найдет, чтобы жить для добродетели, даже и не веря в бессмертие души! В любви к свободе, к равенству, к братству найдет». Возможность существования общества без религии не случайно отстаивает именно Ракитин, так как представленный личностью с ущербной нравственностью, персонаж «обрекает свою позицию на заведомое недоверие читателей».
Иван Карамазов предсказывает, что если Ракитину удастся возглавить журнал в Петербурге, то он будет его издавать «в либеральном и атеистическом направлении с социалистическим оттенком, с маленьким даже лоском социализма». Этот оттенок социализма в Ракитине, как отмечают критики, на самом деле, представляет собой ложное подобие части взглядов самого Ивана. Своими социалистическими взглядами Ракитин опошляет взгляды Ивана Карамазова.

### Черты нигилизма
Критиками был отмечен нигилизм Ракитина. В «Братьях Карамазовых» Достоевский на примере трёх персонажей показал понижение уровня нигилизма. От Ивана Карамазова к Михаилу Ракитину, а потом Коле Красоткину понижается собственно идея нигилизма. Для Ивана главным является «мысль разрешить», его проблемы представляются крупными и серьёзными. При переходе к Ракитину пропадает мысль, остаётся только забота о собственной карьере. Кудрявцев назвал его типичным «публичным парнем» от нигилизма, религиозная работа и поиски быстрого продвижения в карьере которого только подчёркивают его службу нигилизму. При этом Ракитин успевает ещё и распространять идеи нигилизма, приобретая таким образом себе ученика — Колю Красоткина, у которого уже полностью отсутствуют сомнения и рассуждения. Красоткин пользуется штампами и аксиомами из небогатых знаний Ракитина.
Мировоззрение Ракитина соотносится критиками с философией князя Валковского из романа Достоевского «Униженные и оскорблённые». Нигилист Ракитин получает исчерпывающую характеристику безличности. Для него нет разницы между продолжением религиозной карьеры, либо резким переходом к её критике, так как не имеет значения, кому служить. Главное для Ракитина — иметь, невзирая на средства достижения своей цели. Ракитин «умел со всеми обойтись и каждому представиться сообразно с желанием того, если только усматривал в сем малейшую для себя выгоду».

## Ракитин и братья Карамазовы
На протяжении всего романа братья Карамазовы постоянно сопоставляются с Ракитиным. В своём творчестве Достоевский рассматривал только такие идеи, которые проходили через сердце и душу его персонажей. Ракитин же одинаково корыстно относится как к религии, так и к гражданским идеям. В частности, Дмитрий Карамазов осуждает его за отсутствие веры, называя карьеристом и неверующим, а Иван с Алёшей отмечают, что оттенок социализма не помешает ему наживать капитал.

### Дружба с Алёшей
Он пошел поскорее лесом, отделявшим скит от монастыря, и, не в силах даже выносить свои мысли, до того они давили его, стал смотреть на вековые сосны по обеим сторонам лесной дорожки. Переход был не длинен, шагов в пятьсот, не более; в этот час никто бы не мог и повстречаться; но вдруг на первом изгибе дорожки он заметил Ракитина. Тот поджидал кого-то.

— Не меня ли ждешь? — спросил, поравнявшись с ним, Алеша.

— Именно тебя, — усмехнулся Ракитин.
Алёша был очень привязан к Ракитину, поэтому его беспокоила неосознанная бесчестность друга, который, напротив, считал себя «человеком высшей честности». Ракитин же лжёт про свою дружбу с ним, так как Алёша был достаточно близок к старцу Зосиме, что Ракитин надеялся использовать в своих целях.
Рассчитывая увидеть «позор праведного» и падение Алёши из святых в грешники, Ракитин поджидает его на изгибе безлюдной дороги из скита Зосимы, чтобы отвести к Грушеньке. Ранее Ракитин уже пытался искушать Алёшу нечистыми мыслями. Так, в главе «Семинарист-карьерист» Ракитин предчувствует возможное убийство и прямым текстом заявляет младшему Карамазову: «В вашей семейке она будет эта уголовщина. Случится она между твоими братцами и твоим богатеньким батюшкой». В этом же разговоре Ракитин вынуждает и Алёшу признаться, что тот тоже размышлял о чём-то подобном. Однако, в целом, Алёше всегда удавалось противостоять его влиянию, что сильно злило семинариста. После смерти Зосимы Алёша был подавленный и грустный, испытывая обиду на Бога за несправедливое устройство жизни. В момент его грехопадения, так как даже мысль о возможном отречении от Бога является грехом, появляется бес-искуситель в облике семинариста-карьериста Ракитина. Ракитин видит душевную смуту Алёши и стремится довести задуманное до конца.
Сначала он отвергает возможность чудесных знамений святости Зосимы, тем самым демонстрируя скептицизм и рационализм части духовного сословия на фоне слепого бессмысленного фанатизма и обрядоверия другой его части. После этого Ракитин переводит внимание Алёши с душевных переживаний на внешние плотские чувства, нарушая церковный устав и предлагая то же самое сделать Алёше. Семинарист полагает, что тот откажется, но разочарованный в прошлой жизни Алёша внезапно соглашается. В итоге, Ракитин приглашает его к Грушеньке, чтобы максимально использовать текущее состояние Алёши. Достоевский специально подчёркивает, что Ракитин был «человек серьёзный и без выгодной для себя цели ничего не предпринимал». Помимо мстительной цели увидеть падение Алёши «из святых во грешники» у Ракитина была и выгодная ему материальная цель. Однако, Алёша слишком сильно скорбит о смерти старца Зосимы, поэтому план Ракитина изначально обречён на неудачу.
В сцене Алёши у Грушеньки, к которой его приводит Ракитин, Достоевский хотел показать, что Бог попускает человеческое зло, претворяя его в добро. Мстительному и корыстному семинаристу не удаётся подтолкнуть Алёшу к гибели, так как Бог превращает его злое намерение в благо для праведного Карамазова. Это поражает и раздражает Ракитина. Его злит и спокойствие Алёши в ответ на все попытки разозлить или обидеть его. Он объявляет, что больше не желает знаться с Алёшей, почувствовав, что не может повлиять на его душу, и скрывается в переулке. Символическое значение этого поступка раскрывается словами Алёши: «Ракитин ушёл в переулок. Пока Ракитин будет думать о своих обидах, он будет всегда уходить в переулок… А дорога… дорога-то большая, прямая, светлая, хрустальная, и солнце в конце её…».

### Разногласия с Дмитрием
Дмитрий Карамазов глубоко презирает Ракитина, особо указывая на отсутствие чувства юмора у семинариста: «Шуток тоже не понимают — вот что в них главное. Никогда не поймут шутки». Эта черта Ракитина демонстрирует некую общую ущербность и неполноценность персонажа. По Достоевскому, мир лишённый смеха не может считаться целостным, а слишком серьёзное не может быть подлинно истинным. Образ Ракитина дискредитирует большую часть его высказываний, но то, что он говорит о карамазовщине становится исключением, так как подобные взгляды разделяются и самим автором. Так же как и высказывание о том, что безудержным натурам вроде Дмитрия Карамазова «ощущение низости падения так же необходимо <…>, как и ощущение высшего благородства». Ракитин расценивает поклон старца Зосимы Дмитрию, как признание того, что тот скоро совершит преступление: «По-моему, старик действительно прозорлив: уголовщину пронюхал. Смердит у вас». В разговоре с Алёшей он прямо говорит о том, что Дмитрий убьёт отца.
На суде именно Ракитин, отождествляя собой либерала с примесью социализма в той мере, в которой это выгодно и безопасно, представляет трагедию преступления Дмитрия Карамазова, как «продукт застарелых нравов крепостного права и погруженной в беспорядок России, страдающей без соответственных учреждений». Аркадий Долинин подчеркнул, что выбор для этой цели был не случайным, и у Достоевского были свои причины на это. Даже подтверждая такое положительное качество Дмитрия, как честность, Ракитин в силу своего характера, ухитряется акцентировать внимание на совершенно другом: «Пусть он и честный человек, Митенька-то (он глуп, но честен); но он — сладострастник. Вот его определение и вся внутренняя суть». При этом материализм Ракитина не позволяет ему рассмотреть всю правду о Дмитрии, сладострастие которого не вся его внутренняя суть. Ракитин его характеризует как «продукт, погруженной в беспорядок России», что верно в плане внутреннего беспорядка персонажа, которого у него больше, чем в некоторых других.
Не совпадают взгляды Дмитрия Карамазова и Михаила Ракитина также и на религию. Будучи социалистом, Ракитин утверждает, можно любить человечество и без бога, с чем полностью не согласен верующий Дмитрий, оскорбляя его за подобные высказывания: «Ну это сморчок сопливый может только так утверждать». После обвинения Дмитрия в убийстве, его вера в бога позволяет ему бороться со злом внутри себя и решить принять страдание. В это время Ракитин, как и в случае с Алёшей, пытается помешать ему своей «логикой примитивного бытового позитивизма и эгоизма», вернув Дмитрия с его праведного пути в начальное состояние грешника.

### Полемика с Иваном
Семинарист Михаил Ракитин в романе непосредственно противопоставляется Алёше, как его антипод, но одновременно служит некоторой сниженной параллелью к независимому и бескорыстному
мыслителю Ивану Карамазову. Ракитин предстаёт весьма грубым в понимании чувств и ощущений окружающих, но чувствительно понимает всё, что касается его самого. В неслучайном создании для возвышенного мечтателя Ивана Карамазова столь низменного материалиста-двойника филолог Мелетинский отметил «известный пафос Достоевского». Ракитин характеризуется в произведении как «бездарный либеральный мешок», смерд с сухой и плоской душой, с постоянным намерением «изловить за шиворот минуту» для любой мелкой выгоды, чтобы накопить себе капитал. В то же время, эти персонажи схожи, так как обоими движет эгоистическое сознание, преобладающее над размышлениями о вековечных вопросах Ивана и суетливым «здравым смыслом» Ракитина. Гордость и самолюбие, лежащие в основе их эгоистического сознания, мешают им понять возвышенность принципов и бескорыстие мотивов Алёши, Дмитрия или Грушеньки, которые они истолковывают искажённо, основываясь на собственном опыте.
Иван Карамазов придерживается мнения, что ничто не может заставить людей любить себе подобных, только вера в своё возможное бессмертие создаёт видимость любви на земле, а не естественное состояние человека. Без веры в бессмертие не останется ничего безнравственного, и всё будет позволено. В разговоре с Алёшей Ракитин со злостью в голосе восстаёт против подобной теории, называя её подлостью. Ракитин считает, что в любви к свободе, к равенству и братству человечество найдёт силу жить для добродетели, несмотря на отсутствие веры в бессмертие души. Эта полемика показывает, что Достоевский не игнорировал различные притязания на статус высшей морали, ограничившись одной. В то же время автор не согласен с мнением Ракитина, что нашло своё проявление, например, в «Легенде о Великом инквизиторе». В трудах писателя явно выражено неверие в абстракции, такие как свобода, равенство и братство, на которые опирается Ракитин.
Ракитин называет Ивана, как и его старшего брата, сладострастником, полагая, что главная цель у того — отбить невесту с приданым у Дмитрия. Таких людей семинарист считает самыми роковыми, несмотря на внешнее благородство и бескорыстие. Статью Ивана о церковном суде Ракитин характеризует следующим образом: «с одной стороны, нельзя не признаться, а с другой — нельзя не сознаться». При этом критики отмечают, что и самому Ракитину присуще карамазовское сладострастие, прямым текстом подчёркнутое Достоевским даже во внешних чертах: «И такая у него скверная сладострастная слюна на губах…». Сам Ракитин в разговоре с Дмитрием повторяет слова Смердякова, сказанные Ивану: «Умному <…> человеку всё можно, умный человек умеет раков ловить, ну а вот ты <…> убил и влопался, и в тюрьме гниёшь!».

## Ракитин и Грушенька
Ракитин скрывает, что является двоюродным братом Грушеньки. По просьбе Грушеньки он приводит к ней Алёшу Карамазова, однако, просит с неё за эту услугу двадцать пять рублей. Ранее Ракитин также бывал у Грушеньки и выпрашивал у неё деньги. Грушенька его презирала, но всё равно давала ему нужную сумму. Ракитин, будучи очень грубым в понимании чувств и ощущений окружающих, не понимает восторженность Грушеньки Алёшей и злится на неё. По дороге от Грушеньки Ракитин пытается рассказывать Алёше гадости про неё.
В том же разговоре он резко отрицает факт какого-либо родства с Грушенькой: «Родственница? Это Грушенька-то мне родственница? — вскричал вдруг Ракитин, весь покраснев. — Да ты с ума спятил, что ли? Мозги не в порядке. <…> Я Грушеньке не могу быть родней, публичной девке, прошу понять-с!». Однако, позже, на суде, Грушенька публично рассказывает, что Ракитин приходится ей двоюродным братом и стыдится её. От этого заявления Ракитин побагровел от стыда. Свидетельство Грушеньки опровергает слова Ракитина и представляется достоверным, так как оно авторитетно в художественной системе романа.

## Полемика против литературных деятелей
— Позвольте узнать, — начал защитник с самою любезною и даже почтительною улыбкой, когда пришлось ему в свою очередь задавать вопросы,— вы, конечно, тот самый и есть г. Ракитин, которого брошюру, изданную епархиальным начальством, Житие в бозе почившего старца отца Зосимы, полную глубоких и религиозных мыслей, с превосходным и благочестивым посвящением преосвященному, я недавно прочел с таким удовольствием?

— Я написал не для печати... это потом напечатали, — пробормотал Ракитин, как бы вдруг чем-то опешенный и почти со стыдом.

— О, это прекрасно! Мыслитель, как вы, может и даже должен относиться весьма широко ко всякому общественному явлению. Покровительством преосвященного ваша полезнейшая брошюра разошлась и доставила относительную пользу...
Образ семинариста-карьериста Ракитина уже в начале романа обозначил полемическую тенденцию Достоевского против враждебных ему литературных деятелей. По мнению критиков, в значительной степени образ Ракитина создавался как карикатура на журнальных деятелей Григория Евлампиевича Благосветлова и Григория Захаровича Елисеева, работавших вместе с Михаилом Евграфовичем Салтыковым-Щедриным, с которым Достоевский находился далеко не в дружеских отношениях.
Подтверждая полемический умысел, в черновых заметках «Дневника писателя» Достоевский писал: «Не единым хлебом жив человек. То есть человек, если только он человек, и сытый не успокоится, а накормите корову и она будет спокойна так же, как г. Благосветлов и иной либерал, купивший наконец на свой либерализм собственный дом <…> Эта сытая корова, успокоившаяся подобно г. Благосветлову, насытившемуся от дел своих и достигшему собственного дома».
В разговоре с Алешей Ракитин сообщает, какое будущее предсказал ему Иван: «уеду в Петербург и примкну к толстому журналу, непременно к отделению критики <…> буду опять его издавать, и непременно в либеральном и атеистическом направлении, с социалистическим оттенком <…> Конец карьеры <…> в том, что оттенок социализма не помешает мне откладывать на текущий счет подписные денежки и пускать их при случае в оборот». В этом предсказании проявляются факты из далёкого прошлого в биографиях Благосветлова и Елисеева. Елисеев тоже начинал семинаристом, но порвал с духовной средой, переехав в Петербург и начав работать сначала в «Искре», а потом и в «Современнике»". Диалог с адвокатом об авторстве жития старца Зосимы также напоминает аналогичную историю в биографии Елисеева.

## В поэтике романа
Исследователь истории Старой Руссы, писатель Лев Рейнус отметил, что для поэтики Достоевского характерна увязка обстановки, окружающей героя, с его личностью, настроением и поступками. Так, Ракитин после разговора с Алёшей уходит в переулок. На условном языке Достоевского переулок является ложным путём, в то время как истинный путь предстаёт светлой дорогой. Таким образом, выбор Ракитина представляет собой вечную этическую дилемму между двумя этими путями. Вслед ему Алёша Карамазов размышляет: «Ракитин ушел в переулок. Пока Ракитин будет думать о своих обидах, он всегда будет уходить в переулок… А дорога… дорога-то большая, прямая, светлая, хрустальная, и солнце в конце её…».
Филолог Любовь Куплевацкая соглашается с данной оценкой выбора Ракитина, дополнительно отмечая, что при прочих упоминаниях переулка в романе, он сохраняет реальное пространственное значение, в то время как в речи Алёши о выборе Ракитина уже теряет приметы реальности и превращается в эмблему. Его символическое значение закрепляется противопоставлением его дороге. Таким образом, писатель от аллегории и эмблемы переходит к широкому и многозначному обобщению-символу.
Ещё одним символом, используемым писателем, является «стена», как образ безысходности. Согласно Достоевскому, «смотреть на стены» является знаком духовного состояния тупика. Дмитрий Карамазов при характеристике людей типа Ракитина говорит: «Да и сухо у них в душе, плоско и сухо, точно как я тоrда к острогу подъезжал и на острожные стены смотрел». Также выделяется «перекрёсток», как символ момента выбора для героя на уровне пространства. На перекрестке помимо Ракитина также оказываются Дмитрий и Алексей Карамазовы. Но если братья Карамазовы движутся к «дороге» и «простору», то Ракитин движется в «переулок», к «каменному дому в Петербурге», где можно снять «угол», ещё один символ у Достоевского.
Филолог Валентина Ветловская, обратив внимание на то, что слова героя в произведении могут быть восприняты не так, как ожидал автор, на примере Ракитина и Грушеньки показывает, что при помощи правильно подобранных выражений Достоевский подсказывает читателю правильное восприятие слов персонажей. Ракитин в разговоре с Алешей отрицает то, что он родственник Грушеньки: «Это Грушенька-то мне родственница? — вскричал вдруг Ракитин, весь покраснев. <…> Я Грушеньке не могу быть родней, публичной девке <…> Ракитин был в сильном раздражении». Грушенька, напротив, впоследствии это утверждает: «Да ведь он же мне двоюродный брат. <…> Он только всё молил меня никому про то здесь не сказывать, стыдился меня уж очень <…> Рассказывали, что Ракитин побагровел от стыда на своем стуле». Свидетельство Ракитина вызвано предвзятостью, так как он стыдится, поэтому его доказательства выглядят абсурдно. Также ложность утверждения Ракитина следует из присущих ему на протяжении романа неискренности и бесчестности. В итоге, свидетельства Ракитина оказываются скомпрометированы в художественной системе романа.
Деньги, полученные Ракитиным за то, что он привел Алешу к Грушеньке, представляют собой отсылку к тридцати сребреникам. Ракитин, получив деньги, говорит Алёше: «Это ты теперь за двадцать пять рублей меня давешних „презираешь“? Продал, дескать, истинного друга. Да ведь ты не Христос, а я не Иуда». Достоевский осознанно не использует в данном случае число тридцать, чтобы параллель Алеша — Христос, Ракитин — Иуда не была слишком прямолинейной. При этом число тридцать всё-таки появляется в романе, когда на суде Грушенька говорит: «он и всё ко мне приходил деньги канючить, рублей по тридцати, бывало, в месяц выберет». Таким образом, эти обычные для Ракитина тридцать должны, по мнению критика, заменить те случайные двадцать пять, которые были получены им однажды.